# Nordbanen
De Nordbanen is een Deense spoorlijn van København H naar Hillerød, de oudste doorgaande spoorlijn naar Helsingør. Voor meer informatie zie de artikelen over de deeltrajecten:
- Kopenhagen - Hillerød (via Lyngby.)
- Hillerød  - Helsingør (via Fredensborg tegenwoordig bekend als Lille Nord)